# Groot goudkammetje
Het groot goudkammetje (Pectinaria belgica) is een borstelworm uit de familie Pectinariidae. Het lichaam van de worm bestaat uit een kop, een cilindrisch, gesegmenteerd lichaam en een staartstukje. De kop bestaat uit een prostomium (gedeelte voor de mondopening) en een peristomium (gedeelte rond de mond) en draagt gepaarde aanhangsels (palpen, antennen en cirri). De soortnaam werd in 1766 als Nereis cylindraria belgica voor het eerst wetenschappelijk beschreven door Pallas.